# Report
Report è un programma televisivo italiano di genere investigativo, in onda in seconda serata su Rai 2 dal 1994 al 1996 e in prima serata su Rai 3 dal 3 settembre 1997, condotto da Milena Gabanelli fino al 28 novembre 2016 e da Sigfrido Ranucci dal 27 marzo 2017.

## Il programma
Il programma, improntato sullo schema del rotocalco televisivo, nacque su Rai 2 come Professione Reporter e mantenne questo nome dal 1994 al 1996 in seconda serata. Dal 3 settembre 1997 il nome fu mutato in Report e approdò su Rai 3 in prima serata, con un budget di 10 milioni di lire a puntata.

### Staff

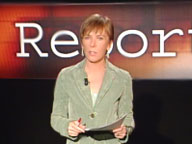
Milena Gabanelli, conduttrice fino al 2016

L'autrice e conduttrice, fino al 28 novembre 2016, è stata la giornalista freelance Milena Gabanelli, il regista Claudio Del Signore; per due stagioni (1998-1999) Arturo Minozzi, i videogiornalisti sono: Giovanna Boursier, Michele Buono, Giovanna Corsetti, Giorgio Fornoni, Sabrina Giannini, Bernardo Iovene, Paolo Mondani, Sigfrido Ranucci, Piero Riccardi, Emilio Casalini, Giuliano Marrucci, Luca Chianca, Emanuele Bellano, Claudia Di Pasquale, Giorgio Mottola.
L'edizione del programma è a cura di Michele Ventrone. Chiara Baldassari ha collaborato fino alla scomparsa, avvenuta nel 2005. In passato hanno fatto parte del programma anche i giornalisti Piero Giansanti e Paolo Barnard, autore di alcune delle inchieste più critiche verso i potentati economici della globalizzazione e verso Stati Uniti e Israele.
Il 28 novembre 2016 la conduttrice Milena Gabanelli abbandona il programma dopo vent'anni per dedicarsi ad altri progetti. La conduzione del programma è passata a Sigfrido Ranucci, già coautore insieme alla Gabanelli, a partire dal 27 marzo 2017.

### Costi
Nella puntata trasmessa il 30 settembre 2013, la conduttrice ha reso noto i costi di produzione di ogni singola puntata, che ammontano a 180000 €. Gabanelli ha riferito come ogni puntata faccia incassare alla Rai dalla pubblicità 190000 € netti.

### Organizzazione
Il metodo organizzativo di Report non ha modelli di riferimento nelle emittenti televisive nazionali. Si basa su una forma di produzione che utilizza in parte i mezzi interni (nell'edizione e progettazione del programma) e in parte quelli esterni (la realizzazione delle inchieste), scavalcando la forma dell'appalto, pur mantenendone le caratteristiche. Questa razionalizzazione del lavoro rende il programma economicamente competitivo.
Caratteristica di Report è una produzione interna ridotta al minimo: al programma lavorano in tutto dieci persone, che fanno da supporto agli autori che realizzano le puntate e fanno da tramite fra essi e la Rai in tutti gli aspetti burocratici e di controllo sulla qualità dei contenuti.
Gli autori sono giornalisti freelance che autoproducono le loro inchieste (cioè le realizzano e montano con mezzi e a spese propri) con la supervisione dell'autore della trasmissione, e la vendono alla Rai senza l'intermediazione di società esterne. L'abbattimento dei costi e la libertà di azione dei giornalisti permette di lavorare anche 3 o 4 mesi su ogni singola inchiesta. 
Il programma è stato considerato da Vittorio Mannarino un modello vincente nel campo del giornalismo d'inchiesta.

### Musiche
Durante le stagioni del programma degli anni 2019-2020, 2020-2021, 2021-2022, venne utilizzato come sottofondo musicale per le promo e le anticipazioni delle varie puntate, ma anche come introduzione a numerosi filmati di altrettante inchieste, il tema musicale principale tratto dalla colonna sonora della serie televisiva statunitense di argomento giornalistico e semi-biografico Succession, andata in onda sul canale HBO della piattaforma di streaming televisivo Sky a partire dal 2018 per quattro stagioni consecutive. Il compositore dell'intera colonna sonora della serie è lo statunitense Nicholas Britell. 
Altresí, è possibile ascoltare, all'interno di molti servizi trattanti argomenti di cronaca giudiziaria e sociale, sequenze tratte dai brani musicali Adagio in C Minor ed Andante in C Minor, anch'essi parti integranti della colonna sonora della serie televisiva Succession, in quanto rielaborazioni in chiave classica del tema musicale principale della stessa serie televisiva. 
A settembre 2023, in seguito all'annuncio del conduttore televisivo Fabio Fazio della sua intenzione di non rinnovare più il suo contratto con la Rai per quanto riguarda l'organizzazione e la conduzione del celebre talk show televisivo Che tempo che fa, in onda da settembre a giugno ogni domenica in prima serata su Rai 3, Sigfrido Ranucci e il suo staff si sono visti proporre l'anticipazione della messa in onda di Report alla domenica, al posto del programma di Fazio (il quale ha esportato il format di Che tempo che fa sul canale Nove della rete televisiva privata Discovery). Inizialmente molto scettici sulla buona riuscita del cambiamento, soprattutto in termini di ricezione da parte del pubblico e col timore di perdere potenziali spettatori di fronte alla forte concorrenza dei programmi di intrattenimento dei canali Mediaset, alla fine la squadra di Report ha dato il suo consenso a cambiare il palinsesto del programma, incentivando la visione dello stesso tramite una campagna di promozione, andata in onda ad agosto 2023, dove si sottolineavano gli aspetti positivi dello spostamento di Report la domenica in prima serata. Il video mostra diversi frammenti della vita quotidiana di una persona e la canzone scelta come sottofondo musicale è Domenica, uno dei brani più conosciuti e apprezzati del cantautore e rapper italiano Coez. 

## Critiche
Aldo Grasso ha elogiato Gabanelli e il suo programma televisivo, in quanto rappresentava un «genere fondamentale per l'informazione», e allo stesso tempo «un genere sempre più negletto»: l'inchiesta. Ovvero «andare sul posto, testimoniare di cose concrete», «mostrare le cose direttamente» e «assumersene la responsabilità». Grasso ha sottolineato come la Rai sia «poverissima d'inchieste» e come il servizio pubblico non possa venir meno in un «genere che ne caratterizza la sostanza». 
Anni dopo, lo stesso Grasso divenne invece molto critico con la direzione di Sigfrido Ranucci, definendola «la tragicommedia del giornalismo complottista».
La trasmissione è stata oggetto di querele da parte dei soggetti citati nelle inchieste. L'intenzione manifestata dalla Rai nel settembre 2009 di negare la tutela legale al programma ha comportato un effettivo rischio di sospensione del programma, a causa dei costi di cause civili delicate, come quelle in cui è stato coinvolto Report; da alcuni si è sostenuta l'opportunità di assumere Gabanelli direttamente in Rai. 
In più occasioni Gabanelli ha rivendicato con orgoglio il fatto di non aver mai subito alcuna sconfitta in sede legale. Tuttavia, di fatto in tribunale la Rai ha perso nell'occasione in cui si ritrovò a risarcire venticinquemila euro in sede civile per aver in questo suo programma effettuato un'intervista televisiva a un notaio mediante "riprese occulte" (cioè con telecamera accesa all'insaputa dell'intervistato, ignaro di essere registrato e del fatto che sarebbe stato mandato in onda).
Nel giugno 2021 il Tribunale amministrativo regionale del Lazio ha condannato la Rai a svelare le fonti usate dal programma per lavorare a un'inchiesta su un legale di area Lega ritenuto vicino ad Attilio Fontana. La sentenza è stata tuttavia oggetto di ricorso della Rai presso il Consiglio di Stato, il quale affermava essere legittimo il diniego di accesso ai dati richiesti.
Nel novembre 2021 alcuni parlamentari del PD, Andrea Ruggieri di Forza Italia e Matteo Renzi di Italia Viva criticarono una puntata dedicata ai vaccini contro il COVID-19 soprattutto per una frase di Ranucci in cui definiva la terza dose di vaccino "Un business per le case farmaceutiche".
Il 3 novembre 2024 la trasmissione manda in onda un servizio riguardante la sorella del ministro della cultura Alessandro Giuli, impiegata alla Camera sia che, come sostiene Report, collaboratrice per Fratelli d'Italia; l'interessata al contrario ha invece ammesso che durante la settimana si occupa di suo figlio gravemente malato in maniera irreversibile rigettando la tesi sostenuta dalla trasmissione e criticando Report per aver dovuto rivelare informazioni che avrebbe preferito tenere riservate. L'accaduto ha fatto mobilitare vari politici denunciando il modo e il metodo di Report utilizzato per creare presunti scoop.

### Casi controversi
Il 6 aprile 2009, l'Associazione Italiana Nucleare ha inviato una dura lettera di protesta alla direzione Rai e alla Commissione Vigilanza Rai relativa ai contenuti della puntata del 29 marzo 2009 sull'energia nucleare, intitolata L'Inganno, definendo la trasmissione "un esempio eclatante di disinformazione sulle tematiche dell'energia". Nel dossier allegato alla lettera sono poi riportati decine di commenti tecnici sul contenuto della trasmissione che evidenziano come, nel suo svolgimento, "si sono veicolate affermazioni destituite di ogni fondamento scientifico".
Il 17 aprile 2017 andò in onda il reportage Che spettacolo!, in cui vennero analizzati investimenti effettuati dall'attore e regista premio Oscar Roberto Benigni nel rilancio degli Umbria Studios di Papigno, frazione di Terni. Il polo cinematografico fu successivamente acquisito da Cinecittà Studios, allora gestita dalla IGE di Luigi Abete, Aurelio De Laurentiis e Andrea Della Valle; la trasmissione evidenziava però come di lì a poco Cinecittà Studios sarebbe a sua volta tornata in mano allo Stato, che dunque si sarebbe accollato anche i debiti della precedente gestione degli Umbria Studios. Il giorno successivo alla messa in onda, Benigni e sua moglie Nicoletta Braschi querelarono Report per diffamazione. Successivamente, nel 2023 ritirarono tale querela.
Nella medesima puntata andò in onda il servizio Reazioni avverse, riguardo alla sicurezza dei vaccini anti-papillomavirus e a presunti ritardi e disorganizzazioni nel sistema di farmacovigilanza e segnalazione degli effetti avversi. Anche qui il giorno successivo scoppiarono polemiche, con vari esperti (tra cui il virologo Roberto Burioni e l'allora ministro della Salute Beatrice Lorenzin) che accusarono la trasmissione di mettere in dubbio l'efficacia comprovata del vaccino anti-HPV, facendo disinformazione senza un giusto contraddittorio. A queste accuse, Sigfrido Ranucci replicò di non aver mai messo in dubbio l'efficacia dei vaccini, ma solo di aver evidenziato le carenze nel sistema di farmacovigilanza.

### Il caso Barnard
Il giornalista Paolo Barnard è stato autore di una controversa e discussa inchiesta contro la pratica del comparaggio farmaceutico, trasmessa l'11 ottobre 2001 ("Little Pharma & Big Pharma"); successivamente, il 16 aprile 2004, Paolo Barnard, la Rai e Milena Gabanelli vengono citati in giudizio presso il Tribunale Civile di Roma. Barnard decide quindi di rendere nota la situazione, pubblicando nel febbraio 2008 una lettera aperta. L'accusa è quella di essere stato abbandonato 2 volte di fronte alla causa civile, prima negandogli l'assistenza dei legali della Rai, poi avviando formalmente un'azione di messa in mora nei suoi confronti, sfruttando una clausola del contratto da lui sottoscritto. Gabanelli ha risposto all'appello di Barnard attraverso il forum ufficiale di Report, affermando che, in base alle istruzioni fornite dall'allora direttore generale Rai Cappon, i legali della Rai non avrebbero garantito assistenza legale in sede civile, ma solamente in sede penale. Ha inoltre dichiarato:
(Milena Gabanelli)
Da parte sua, Barnard ha replicato, sempre attraverso il forum di Report (in un thread oramai cancellato), formulando nuove accuse e definendo la lettera nella quale ella si assumerebbe l'onere di pagare personalmente l'eventuale pena pecuniaria di risarcimento "esistente solo nella fantasia della Signora Gabanelli". Sul forum di Report prende vita una discussione che ospita interventi di Zanotelli, Colombo e Minoli. In seguito alla chiusura della discussione operata dalla Redazione di Report poiché il forum era diventato un luogo di inaccettabili e volgari insulti, un gruppo di cittadini, sostenuto anche da Barnard, decide di redigere una lettera aperta inviata a Report e ai Presidenti di Camera e Senato. Non ottenendo alcuna risposta dalle parti interessate, diffondono sul web una forte denuncia dell'accaduto: Censura Legale, i fatti, la storia.

## Edizioni
| Edizione | Anno      | Conduzione       | Conduzione       | Periodo           | Periodo          | Puntate | Regia               |
| Edizione | Anno      | Conduzione       | Conduzione       | Inizio            | Fine             | Puntate | Regia               |
| -------- | --------- | ---------------- | ---------------- | ----------------- | ---------------- | ------- | ------------------- |
| 1ª       | 1997-1998 | Milena Gabanelli | Milena Gabanelli | 3 settembre 1997  | 4 maggio 1998    | 6       | Claudio Del Signore |
| 2ª       | 1998      | Milena Gabanelli | Milena Gabanelli | 24 settembre 1998 | 10 dicembre 1998 | 9       | Claudio Del Signore |
| 3ª       | 1999-2000 | Milena Gabanelli | Milena Gabanelli | 29 settembre 1999 | 14 giugno 2000   | 14      | Claudio Del Signore |
| 4ª       | 2000-2001 | Milena Gabanelli | Milena Gabanelli | 1º ottobre 2000   | 1º marzo 2001    | 16      | Claudio Del Signore |
| 5ª       | 2001-2002 | Milena Gabanelli | Milena Gabanelli | 29 settembre 2001 | 28 agosto 2002   | 16      | Claudio Del Signore |
| 6ª       | 2002-2003 | Milena Gabanelli | Milena Gabanelli | 24 settembre 2002 | 9 giugno 2003    | 15      | Claudio Del Signore |
| 7ª       | 2003-2004 | Milena Gabanelli | Milena Gabanelli | 16 settembre 2003 | 6 giugno 2004    | 15      | Claudio Del Signore |
| 8ª       | 2004-2005 | Milena Gabanelli | Milena Gabanelli | 10 settembre 2004 | 28 giugno 2005   | 14      | Claudio Del Signore |
| 9ª       | 2005-2006 | Milena Gabanelli | Milena Gabanelli | 16 ottobre 2005   | 4 giugno 2006    | 13      | Claudio Del Signore |
| 10ª      | 2006-2007 | Milena Gabanelli | Milena Gabanelli | 24 settembre 2006 | 3 giugno 2007    | 19      | Claudio Del Signore |
| 11ª      | 2007-2008 | Milena Gabanelli | Milena Gabanelli | 14 settembre 2007 | 1º giugno 2008   | 19      | Claudio Del Signore |
| 12ª      | 2008-2009 | Milena Gabanelli | Milena Gabanelli | 12 ottobre 2008   | 8 luglio 2009    | 20      | Claudio Del Signore |
| 13ª      | 2009-2010 | Milena Gabanelli | Milena Gabanelli | 11 ottobre 2009   | 6 giugno 2010    | 20      | Claudio Del Signore |
| 14ª      | 2010-2011 | Milena Gabanelli | Milena Gabanelli | 17 ottobre 2010   | 12 giugno 2011   | 18      | Claudio Del Signore |
| 15ª      | 2011-2012 | Milena Gabanelli | Milena Gabanelli | 23 ottobre 2011   | 13 maggio 2012   | 16      | Claudio Del Signore |
| 16ª      | 2012-2013 | Milena Gabanelli | Milena Gabanelli | 30 settembre 2012 | 19 maggio 2013   | 18      | Claudio Del Signore |
| 17ª      | 2013-2014 | Milena Gabanelli | Milena Gabanelli | 30 settembre 2013 | 2 giugno 2014    | 19      | Claudio Del Signore |
| 18ª      | 2014-2015 | Milena Gabanelli | Milena Gabanelli | 5 ottobre 2014    | 7 giugno 2015    | 21      | Claudio Del Signore |
| 19ª      | 2015-2016 | Milena Gabanelli | Milena Gabanelli | 11 ottobre 2015   | 5 giugno 2016    | 19      | Claudio Del Signore |
| 20ª      | 2016-2017 | Milena Gabanelli | Sigfrido Ranucci | 10 ottobre 2016   | 5 giugno 2017    | 18      | Claudio Del Signore |
| 21ª      | 2017-2018 | Sigfrido Ranucci | Sigfrido Ranucci | 23 ottobre 2017   | 11 giugno 2018   | 20      | Claudio Del Signore |
| 22ª      | 2018-2019 | Sigfrido Ranucci | Sigfrido Ranucci | 22 ottobre 2018   | 16 giugno 2019   | 21      | Claudio Del Signore |
| 23ª      | 2019-2020 | Sigfrido Ranucci | Sigfrido Ranucci | 21 ottobre 2019   | 8 giugno 2020    | 21      | Claudio Del Signore |
| 24ª      | 2020-2021 | Sigfrido Ranucci | Sigfrido Ranucci | 19 ottobre 2020   | 14 giugno 2021   | 24      | Claudio Del Signore |
| 25ª      | 2021-2022 | Sigfrido Ranucci | Sigfrido Ranucci | 25 ottobre 2021   | 27 giugno 2022   | 28      | Claudio Del Signore |
| 26ª      | 2022-2023 | Sigfrido Ranucci | Sigfrido Ranucci | 7 novembre 2022   | 10 luglio 2023   | 27      | Claudio Del Signore |
| 27ª      | 2023-2024 | Sigfrido Ranucci | Sigfrido Ranucci | 8 ottobre 2023    | 23 giugno 2024   | 28      | Claudio Del Signore |
| 28ª      | 2024-2025 | Sigfrido Ranucci | Sigfrido Ranucci | 27 ottobre 2024   | 6 luglio 2025    | 28      | Claudio Del Signore |

## Programmazione
| Edizione | Rete televisiva | Anno      | Stagione          | Programmazione | Programmazione | Programmazione | Programmazione | Programmazione | Programmazione | Programmazione | Collocazione |
| Edizione | Rete televisiva | Anno      | Stagione          | L              | M              | M              | G              | V              | S              | D              | Collocazione |
| -------- | --------------- | --------- | ----------------- | -------------- | -------------- | -------------- | -------------- | -------------- | -------------- | -------------- | ------------ |
| 1ª       | Rai 3           | 1997-1998 | estate-primavera  |                |                |                |                |                |                |                | Prima serata |
| 2ª       | Rai 3           | 1998      | autunno           |                |                |                |                |                |                |                | Prima serata |
| 3ª       | Rai 3           | 1999-2000 | autunno-primavera |                |                |                |                |                |                |                | Prima serata |
| 4ª       | Rai 3           | 2000-2001 | autunno-inverno   |                |                |                |                |                |                |                | Prima serata |
| 5ª       | Rai 3           | 2001-2002 | autunno-estate    |                |                |                |                |                |                |                | Prima serata |
| 6ª       | Rai 3           | 2002-2003 | autunno-primavera |                |                |                |                |                |                |                | Prima serata |
| 7ª       | Rai 3           | 2003-2004 | estate-primavera  |                |                |                |                |                |                |                | Prima serata |
| 8ª       | Rai 3           | 2004-2005 | estate-estate     |                |                |                |                |                |                |                | Prima serata |
| 9ª       | Rai 3           | 2005-2006 | autunno-primavera |                |                |                |                |                |                |                | Prima serata |
| 10ª      | Rai 3           | 2006-2007 | autunno-primavera |                |                |                |                |                |                |                | Prima serata |
| 11ª      | Rai 3           | 2007-2008 | estate-primavera  |                |                |                |                |                |                |                | Prima serata |
| 12ª      | Rai 3           | 2008-2009 | autunno-estate    |                |                |                |                |                |                |                | Prima serata |
| 13ª      | Rai 3           | 2009-2010 | autunno-primavera |                |                |                |                |                |                |                | Prima serata |
| 14ª      | Rai 3           | 2010-2011 | autunno-primavera |                |                |                |                |                |                |                | Prima serata |
| 15ª      | Rai 3           | 2011-2012 | autunno-primavera |                |                |                |                |                |                |                | Prima serata |
| 16ª      | Rai 3           | 2012-2013 | autunno-primavera |                |                |                |                |                |                |                | Prima serata |
| 17ª      | Rai 3           | 2013-2014 | autunno-primavera |                |                |                |                |                |                |                | Prima serata |
| 18ª      | Rai 3           | 2014-2015 | autunno-primavera |                |                |                |                |                |                |                | Prima serata |
| 19ª      | Rai 3           | 2015-2016 | autunno-primavera |                |                |                |                |                |                |                | Prima serata |
| 20ª      | Rai 3           | 2016-2017 | autunno-primavera |                |                |                |                |                |                |                | Prima serata |
| 21ª      | Rai 3           | 2017-2018 | autunno-primavera |                |                |                |                |                |                |                | Prima serata |
| 22ª      | Rai 3           | 2018-2019 | autunno-primavera |                |                |                |                |                |                |                | Prima serata |
| 23ª      | Rai 3           | 2019-2020 | autunno-primavera |                |                |                |                |                |                |                | Prima serata |
| 24ª      | Rai 3           | 2020-2021 | autunno-primavera |                |                |                |                |                |                |                | Prima serata |
| 25ª      | Rai 3           | 2021-2022 | autunno-estate    |                |                |                |                |                |                |                | Prima serata |
| 26ª      | Rai 3           | 2022-2023 | autunno-estate    |                |                |                |                |                |                |                | Prima serata |
| 27ª      | Rai 3           | 2023-2024 | autunno-estate    |                |                |                |                |                |                |                | Prima serata |
| 28ª      | Rai 3           | 2024-2025 | autunno-estate    |                |                |                |                |                |                |                | Prima serata |

## Riconoscimenti
Il programma di Milena Gabanelli, fin dall'inizio, è stata apprezzata per la qualità dei servizi, vincendo nel corso degli anni alcuni premi; fra gli altri, il programma si è aggiudicato l'edizione 2009 del premio giornalistico intitolato alla memoria di Luigi Barzini.
Nel 2016 il programma vince il Premio regia televisiva 2016 come Miglior trasmissione dell'anno. 
Nel 2021 Sigfrido Ranucci, conduttore di Report, riceve il Premio Flaiano di giornalismo televisivo.